# Боярышник пятипестичный
Боярышник пятипестичный (лат. Crataegus pentagyna) — кустарник или небольшое дерево, вид рода Боярышник (Crataegus) семейства Розовые (Rosaceae).

## Распространение и экология
В природе ареал вида охватывает Россию, Украину, Венгрию, Балканский полуостров и Западную Азию.
Произрастает в лесах и по их опушкам, в кустарниках, на Кавказе в средней лесной зоне.

## Ботаническое описание
Дерево высотой 3—8 (до 12) м, иногда растущее кустообразно. Старые ветви серые; ветки серые или серо-коричневые; молодые побеги шерстисто-опушённые, позднее слабо опушённые, реже голые. Колючки немногочисленные, тонкие, длиной 0,5—1 см.
Листья сверху тёмно-зелёные, лоснящиеся, волосистые, снизу более светлые, тусклые, пушистые, нередко почти до бархатисто-войлочных или же с самого начала голые, основание широко-клиновидное или срезанное, иногда слегка выемчатое; на цветущих побегах листья длиной 2—5,5 см, шириной 1,5—5 см, нижние обычно трёхлопастные, остальные 5—7-лопастные или раздельные, лопасти тупые или приострённые, близ вершины остро-зубчатые; на стерильных побегах листья более крупные и часто более широкие, длиной и шириной до 8—9 см, более глубоко рассечённые, с нижними долями иногда надрезанными. Черешки длиной 1,5—3 см. Прилистники серповидно изогнутые, цельнокрайные, с полусердцевидным основанием.
Соцветия многоцветковые, диаметром до 10 см, с голыми или волосистыми осями и цветоножками. Цветки диаметром 1,2—1,7 см, c белыми лепестками. Чашелистики яйцевидно-треугольные или широкотреугольные, острые или чаще с коротким остроконечием, цельнокрайные. Тычинок 20, с красно-пурпурными пыльниками; столбиков (3)—5, свободных или спаянных.
Плоды шаровидные или коротко-эллипсоидальные, диаметром 8—12 мм, чёрные или пурпурно-чёрные, с сизым налётом и малоразвитой красноватой мякотью. Косточки в числе 3—5, трёхгранные, длиной около 5 мм, шириной 3 мм, слабо бороздчатые со спинной стороны, гладкие с боков и килеватые с брюшной стороны.
Цветение в мае — июне. Плодоношение августе — сентябре.

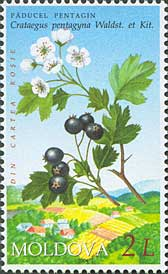
Почтовая марка с изображением боярышника пятипестичного.

## Значение и применение
Довольно обычен в садах и парках.
Боярышник пятипестичный легко гибридизирует с другими видами боярышника, гибриды обычно имеют тёмные плоды с характерной красноватой мякотью и с приподнятыми чашелистиками, из них в России в культуре имеются:
- Crataegus lambertiana Lange — Боярышник Ламберта, гибрид с боярышником кроваво-красным (Crataegus sanguinea);
- Crataegus hiemalis Lange — Боярышник зимний, гибрид с боярышником петушья шпора (Crataegus crus-galli).

Боярышник пятипестичный изображён на молдавской марке.

## Таксономия
Вид Боярышник пятипестичный входит в род Боярышник (Crataegus) трибы Pyreae подсемейства Спирейные (Spiraeoideae) семейства Розовые (Rosaceae) порядка Розоцветные (Rosales).
|  |                                      |  |                                                              |                                                              |                   |  | ещё 8 семейств (согласно Системе APG III) | ещё 8 семейств (согласно Системе APG III)    |                                              |  |  |  | ещё 7 триб (согласно Системе APG III)         | ещё 7 триб (согласно Системе APG III)         |  |  |  |  | ещё от 200 до 300 видов | ещё от 200 до 300 видов |
|  |                                      |  |                                                              |                                                              |                   |  | ещё 8 семейств (согласно Системе APG III) | ещё 8 семейств (согласно Системе APG III)    |                                              |  |  |  | ещё 7 триб (согласно Системе APG III)         | ещё 7 триб (согласно Системе APG III)         |  |  |  |  | ещё от 200 до 300 видов | ещё от 200 до 300 видов |
|  |                                      |  |                                                              | порядок Розоцветные                                          |                   |  |                                           |                                              | подсемейство Спирейные                       |  |  |  |                                               | род Боярышник                                 |  |  |  |  |                         |                         |
|  |                                      |  |                                                              | порядок Розоцветные                                          |                   |  |                                           |                                              | подсемейство Спирейные                       |  |  |  |                                               | род Боярышник                                 |  |  |  |  |                         |                         |
|  | отдел Цветковые, или Покрытосеменные |  |                                                              |                                                              | семейство Розовые |  |                                           |                                              | триба Pyreae                                 |  |  |  | вид Боярышник пятипестичный                   |                                               |  |  |  |  |                         |                         |
|  | отдел Цветковые, или Покрытосеменные |  |                                                              |                                                              |                   |  |                                           |                                              |                                              |  |  |  |                                               |                                               |  |  |  |  |                         |                         |
|  |                                      |  | ещё 44 порядка цветковых растений (согласно Системе APG III) | ещё 44 порядка цветковых растений (согласно Системе APG III) |                   |  |                                           | ещё 8 подсемейств (согласно Системе APG III) | ещё 8 подсемейств (согласно Системе APG III) |  |  |  | ещё около 60 родов (согласно Системе APG III) | ещё около 60 родов (согласно Системе APG III) |  |  |  |  |                         |                         |
|  |                                      |  |                                                              | ещё 44 порядка цветковых растений (согласно Системе APG III) |                   |  |                                           |                                              | ещё 8 подсемейств (согласно Системе APG III) |  |  |  |                                               | ещё около 60 родов (согласно Системе APG III) |  |  |  |  |                         |                         |